# Фальбов, Порфирий Иванович
Порфирий Иванович Фальбов (1906 — 1967) — российский и таджикский художник.

## Биография
С 1924 г. входил в Объединение молодёжи АХРР. Окончил ВХУТЕИН (1930), где учился у Роберта Фалька и Давида Штеренберга. В 1930 году был отправлен в творческую командировку в Самарканд, с 1933 г. жил и работал в Сталинабаде, где стоял у истоков Союза художников Таджикской ССР.
В 1937 году был арестован и приговорён к десяти годам лагерей, отбывал срок на Колыме. Работы Фальбова, написанные до ареста, не сохранились. В 1947—1951 гг. находился в Колымском крае на поселении, затем жил на родине в Кировской области. В 1956 году был реабилитирован и вернулся в Сталинабад (Душанбе).
Персональные выставки Фальбова прошли в 1990 г. в Государственной Третьяковской галерее и в 2017 г. в Государственном музее Востока.

## Творчество
Поздняя живопись Фальбова нацелена как на решение формальных колористических задач, так и на передачу неповторимой палитры таджикистанского пейзажа, в чём он достиг «подлинного реализма».